# Jakub Adamski
Jakub Adamski (ur. 11 listopada 1987 w Gorzowie Wielkopolskim) – polski lekkoatleta, sprinter.
Od 2007 roku reprezentuje barwy AZS Poznań, w 2008 zdobył srebrny medal mistrzostw Polski seniorów w sztafecie 4 x 100 metrów, rok później Adamski z klubowymi kolegami sięgnął po złoto mistrzostw kraju w tej konkurencji. W 2009 sięgnął po brązowy medal młodzieżowych mistrzostw Europy (sztafeta 4 x 100 m, Kowno 2009). Wicemistrz Polski w sztafecie 4 x 100 metrów (2011). Brązowy medalista mistrzostw kraju na 200 metrów (2011 i 2012) i 100 metrów (2012). Medalista uniwersjad w sztafecie 4 x 100 metrów.

## Rekordy życiowe
- bieg na 100 metrów – 10,45 (2012 i 2013) / 10,42w (2014)
- bieg na 200 metrów – 20,92 (2012)